# Gómez Palacio
Gómez Palacio – miasto w zachodniej części Meksyku w stanie Durango, nad rzeką Nazas.
Według spisu mieszkańców z 2005 r. miasto liczyło 240 tys. Miejscowość została założona przez Don Juan Ignacio Jiménez z przekształcenia hacjendy de Santa Rosa de Lima w dniu 30 sierpnia 1840 roku. Nazwa miasta pochodzi od nazwiska Francisco Gómez Palacio y Bravo pisarza, dziennikarza i gubernatora stanu Durango w latach 60. XIX wieku.
Leży w ważnym regionie rolniczym.
W mieście rozwinął się przemysł spożywczy, włókienniczy, odzieżowy, chemiczny oraz hutniczy.

## Gmina Gómez Palacio
Miasto Gómez Palacio jest siedzibą władz drugiej co do liczebności gminy w stanie Durango. Liczba ludności w 2005 roku wynosiła 304 515. Obszar gminy (1082,76 km²) wraz z 14 innymi gminami stanu Durango oraz 5 ze stanu Coahuila tworzą obszar metropolitarny nazywany Torreon lub Comarca Lagunera. 

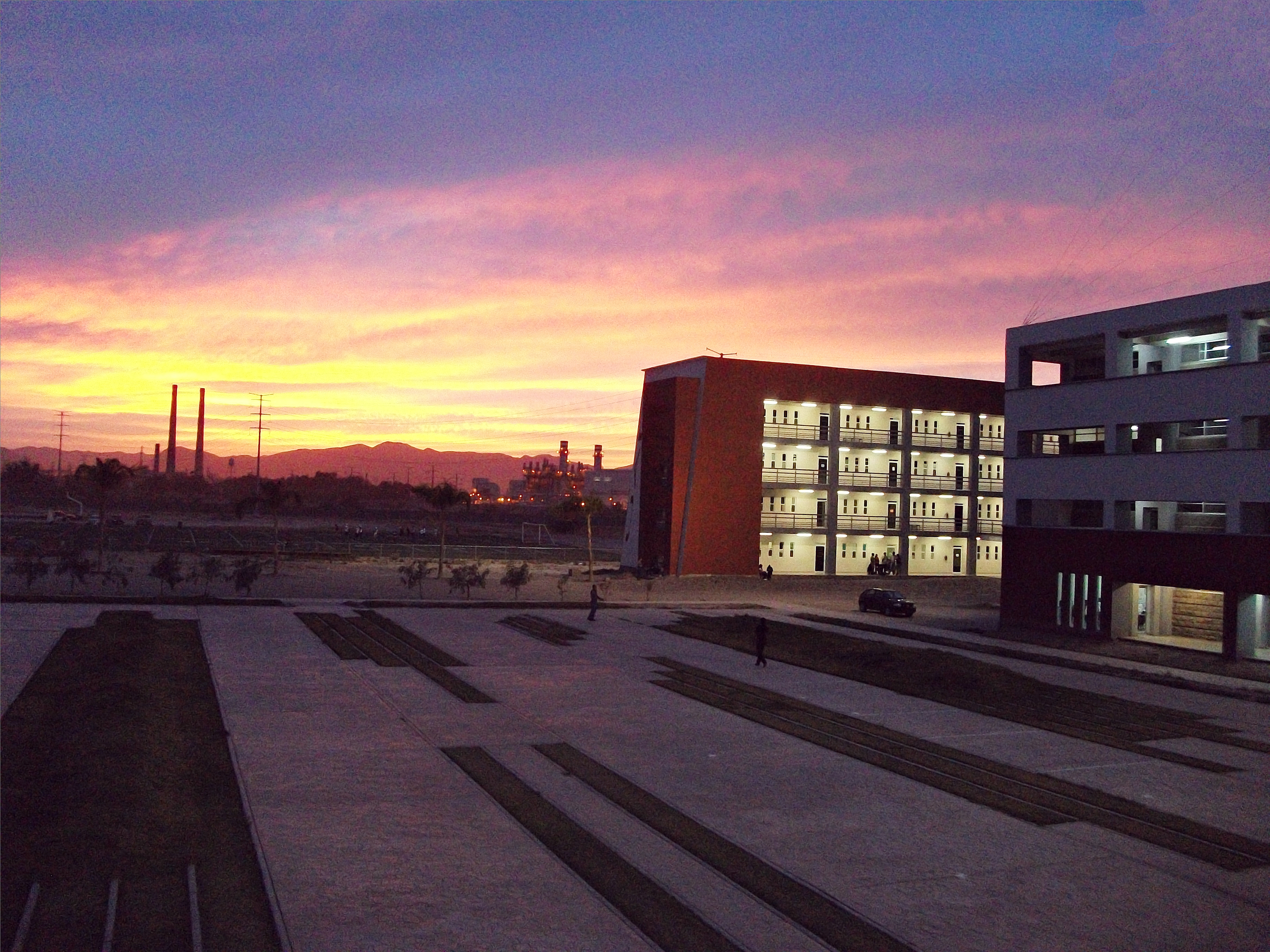
niezależny Uniwersytet Durango

Pierwsze osadnictwo na danym terenie rozpoczęło się wraz utworzeniem hacjendy Francisco Fray Pedro Espinaredy w 1567, a następnie z założeniem dwóch misji; de Santiago Mapimí oraz w 1589 Santa María de las Parras w 1598. Gmina została utworzona w 1905 roku przez wydzielenie z części terytorium gminy Lerdo. Wtedy to też nadano nazwę na cześć Francisco Gómez Palacio y Bravo. 

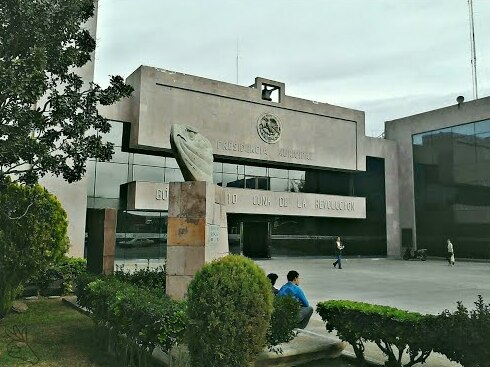
ratusz